# Social Family
Social Family - Stories di Famiglia è una sit-com con protagonisti Katia Follesa, Angelo Pisani e la figlia Agata, trasmessa in anteprima su Discovery+ dall'11 novembre 2020, e successivamente su Real Time.
La seconda stagione, da 20 episodi, è stata distribuita su Discovery+ dal 24 settembre 2021 e in seguito su Real Time.
Il programma è un reboot della miniserie TV Uno di troppo trasmessa nel 2014 da DeA Kids.

## Trama
Il programma racconta la vita di Katia e Angelo, alle prese con la crescita della figlia Agata, al di fuori dei riflettori.
Tra gag, risate ed ospiti speciali, i due comici dovranno prepararsi all'arrivo del loro matrimonio.

## Episodi

### Prima stagione
| Titolo              | Prima TV         |
| ------------------- | ---------------- |
| Vogliamo un bambino | 11 novembre 2020 |
| Festa di compleanno | 11 novembre 2020 |
| L'intervista a casa | 18 novembre 2020 |
| L'ultima cena       | 18 novembre 2020 |
| Voglio un cane      | 25 novembre 2020 |
| Abbiamo un problema | 25 novembre 2020 |
| Finalmente soli     | 2 dicembre 2020  |
| Cake Star           | 2 dicembre 2020  |
| Il diario di Agata  | 9 dicembre 2020  |
| Lo sgarro day       | 9 dicembre 2020  |

### Seconda stagione
| Titolo                       | Prima TV          |
| ---------------------------- | ----------------- |
| Casa nuova vita nuova        | 24 settembre 2021 |
| Two is meglio che uan        | 24 settembre 2021 |
| L'annuncio ufficiale         | 2 ottobre 2021    |
| Agata a scuola da sola       | 2 ottobre 2021    |
| Il wedding planner           | 9 ottobre 2021    |
| La coppia che scoppia        | 9 ottobre 2021    |
| C'è grossa crisi             | 16 ottobre 2021   |
| Le videocamere               | 16 ottobre 2021   |
| Agata Thunberg               | 23 ottobre 2021   |
| L'annuncio alle nazioni      | 23 ottobre 2021   |
| Amacord                      | 6 novembre 2021   |
| Figlia d'arte                | 6 novembre 2021   |
| Siamo fritti                 | 13 novembre 2021  |
| Gelosia canaglia             | 13 novembre 2021  |
| La sposa è servita           | 19 novembre 2021  |
| Latinoamericani              | 19 novembre 2021  |
| All'altezza della situazione | 26 novembre 2021  |
| Addii                        | 26 novembre 2021  |
| Colpo di testa               | 4 dicembre 2021   |
| Il matrimonio                | 4 dicembre 2021   |